# Carol Vadnais
Carol Marcel Vadnais, född 25 september 1945, död 31 augusti 2014, var en kanadensisk professionell ishockeyspelare som tillbringade 17 säsonger i den nordamerikanska ishockeyligan National Hockey League (NHL), där han spelade för ishockeyorganisationerna Montreal Canadiens, Oakland Seals, California Golden Seals, Boston Bruins, New York Rangers och New Jersey Devils. Han producerade 587 poäng (169 mål och 418 assists) samt drog på sig 1 813 utvisningsminuter på 1 087 grundspelsmatcher. Han spelade också på lägre nivåer för Houston Apollos i Central Hockey League (CHL) och Canadien junior de Montréal i OHA-Jr.
Vadnais Stanley Cup-vinnare, han vann med Bruins säsongen 1971–1972.
Efter karriären var han assisterande tränare för New York Rangers mellan 1983 och 1985 och tränare för Canadiens junior de Verdun mellan 1985 och 1987. Han blev i ett senare skede fastighetsmäklare med inriktning på kommersiella fastigheter i sin födelsestad Montréal, Québec.
Den 31 augusti 2014 avled Vadnais i cancer.

## Statistik
| 1963–1964      | Monarchs de Notre Dame de Grace |                | 44   | 39  | 49  | 88  | 90   | 17  | 7  | 15 | 22 | 34  |
| 1964–1965      | Canadien junior de Montréal     | OHA-Jr.        | 56   | 9   | 16  | 25  | 74   | 7   | 1  | 0  | 1  | 13  |
| 1965–1966      | Canadien junior de Montréal     | OHA-Jr.        | 48   | 9   | 14  | 23  | 184  | 10  | 1  | 4  | 5  | 24  |
| 1966–1967      | Montreal Canadiens              | NHL            | 11   | 0   | 3   | 3   | 35   | 1   | 0  | 0  | 0  | 2   |
|                | Houston Apollos                 | CHL            | 21   | 5   | 5   | 10  | 45   | —   | —  | —  | —  | —   |
| 1967–1968      | Montreal Canadiens              | NHL            | 31   | 1   | 1   | 2   | 31   | 1   | 0  | 0  | 0  | 0   |
|                | Houston Apollos                 | CHL            | 36   | 5   | 21  | 26  | 178  | —   | —  | —  | —  | —   |
| 1968–1969      | Oakland Seals                   | NHL            | 76   | 15  | 27  | 42  | 151  | 7   | 1  | 4  | 5  | 10  |
| 1969–1970      | Oakland Seals                   | NHL            | 76   | 24  | 20  | 44  | 212  | 4   | 2  | 1  | 3  | 15  |
| 1970–1971      | California Golden Seals         | NHL            | 42   | 10  | 16  | 26  | 91   | —   | —  | —  | —  | —   |
| 1971–1972      | California Golden Seals         | NHL            | 52   | 14  | 20  | 34  | 106  | —   | —  | —  | —  | —   |
|                | Boston Bruins                   | NHL            | 16   | 4   | 6   | 10  | 37   | 15  | 0  | 2  | 2  | 43  |
| 1972–1973      | Boston Bruins                   | NHL            | 78   | 7   | 24  | 31  | 127  | 5   | 0  | 0  | 0  | 8   |
| 1973–1974      | Boston Bruins                   | NHL            | 78   | 16  | 43  | 59  | 123  | 16  | 1  | 12 | 13 | 42  |
| 1974–1975      | Boston Bruins                   | NHL            | 79   | 18  | 56  | 74  | 129  | 3   | 1  | 5  | 6  | 0   |
| 1975–1976      | Boston Bruins                   | NHL            | 12   | 2   | 5   | 7   | 17   | —   | —  | —  | —  | —   |
|                | New York Rangers                | NHL            | 64   | 20  | 30  | 50  | 104  | —   | —  | —  | —  | —   |
| 1976–1977      | New York Rangers                | NHL            | 74   | 11  | 37  | 48  | 131  | —   | —  | —  | —  | —   |
| 1977–1978      | New York Rangers                | NHL            | 80   | 6   | 40  | 46  | 115  | 3   | 0  | 2  | 2  | 16  |
| 1978–1979      | New York Rangers                | NHL            | 77   | 8   | 37  | 45  | 86   | 18  | 2  | 9  | 11 | 13  |
| 1979–1980      | New York Rangers                | NHL            | 66   | 3   | 20  | 23  | 118  | 9   | 1  | 2  | 3  | 6   |
| 1980–1981      | New York Rangers                | NHL            | 74   | 3   | 20  | 23  | 91   | 14  | 1  | 3  | 4  | 26  |
| 1981–1982      | New York Rangers                | NHL            | 50   | 5   | 6   | 11  | 45   | 10  | 1  | 0  | 1  | 4   |
| 1982–1983      | New Jersey Devils               | NHL            | 51   | 2   | 7   | 9   | 64   | —   | —  | —  | —  | —   |
| NHL totalt     | NHL totalt                      | NHL totalt     | 1087 | 169 | 418 | 587 | 1813 | 106 | 10 | 40 | 50 | 185 |
| CHL totalt     | CHL totalt                      | CHL totalt     | 57   | 10  | 26  | 36  | 223  | —   | —  | —  | —  | —   |
| OHA-Jr. totalt | OHA-Jr. totalt                  | OHA-Jr. totalt | 104  | 18  | 30  | 48  | 258  | 17  | 2  | 4  | 6  | 37  |